# Фельман, Фридрих Роберт
Фридрих Роберт Фельман (нем. Friedrich Robert Faehlmann; 1798—1850) — эстонский писатель и врач. Автор идеи эпоса «Калевипоэг».

## Биография
Родился 20 (31) декабря 1798 года на мызе Гагевейде (Ао) прихода Коэру в Ярвамаа (ныне Ляэне-Вирумаа) в семье управляющего мызой Генриха Иоганна Фельмана. Он был пятым ребенком в семье.
Учился в начальной школе и уездном училище в Раквере (Wesenberg), а затем в Дерптской гимназии. В 1827 году окончил медицинский факультет Дерптского университета, став первым эстонским медиком с докторским званием. Всю свою жизнь он работал практикующим врачом в Дерпте и его окрестностях. кроме этого, в 1842—1850 годах он одновременно работал в Дерптском университете лектором эстонского языка и читал в 1843—1845 годах на медицинском факультете курс по фармакологии и рецептуре.
В 1838 году вместе с единомышленниками Фельман основал Учёное эстонское общество, где в 1839 году представил первые наброски эпоса «Калевипоэг»; с 1843 года до своей смерти был президентом общества.
Фельман умер 10 (22) апреля 1850 года в Дерпте. Причиной смерти стал туберкулёз.
Похоронен на тартуском городском кладбище Раади.
Фридрих Роберт Фельман — двоюродный прадед эстонских яхтсменов Георга Фельмана (1895—1975) и Андреаса Фельмана (1898—1943), призёров Олимпийских игр 1928 года.

## Память
На холме Домская горка (Тоомемяги) в Тарту Фридриху Роберту Фельману установлен памятник (скульптор Вольдемар Меллик).

## Источник
- Friedrich Robert Faehlmann (1798—1850)